# Шиколово
Шиколово — деревня в Можайском районе Московской области в составе сельского поселения Спутник. Численность постоянного населения по Всероссийской переписи 2010 года — 61 человек. До 2006 года Шиколово входило в состав Кожуховского сельского округа.
Деревня расположена в центральной части района, примерно в 5 км к востоку от Можайска, у южной окраины Шиколово находится остановочная платформа Смоленского направления МЖД Кукаринская, высота центра над уровнем моря 191 м. Ближайшие населённые пункты — посёлок Спутник в 1 км на северо-запад и Денисьево в 2,5 км на северо-восток.
Впервые встречается на карте окрестностей Можайска Жозефа Делиза, изданной в 1724-1729 годах.